# 西蒙氏擬喉盤魚
西蒙氏擬喉盤魚（學名：Acyrtus simon）為輻鰭魚綱喉盤魚目喉盤魚科的其中一種，被IUCN列為極危保育類動物，分布於西南大西洋巴西海域，深度可達15公尺，本魚背鰭軟條8-9枚、臀鰭軟條7-8枚，無鱗片，體長可達3.2公分，棲息在有遮蔽的潮間帶、珊瑚礁，生活習性不明。